# Bashar Warda
Bashar Warda (n. 15 iunie 1969, Bagdad) este un cleric irakian, arhiepiscop catolic al eparhiei de rit chaldeean Arbil (Irak), din 24 mai 2010.

## Biografie
Născut în Bagdad în 1969, Bashar Warda a fost hirotonit preot în 1993 și a continuat studiile teologice la Katholieke Universiteit Leuven.
În anul 2009 Sinodul Episcopilor Bisericii Catolice Chaldeenr l-a ales arhiepiscop al arhieparhiei Arbil. După aprobarea papei Benedict al XVI-lea, a fost consacret arhieparh la 3 iulie 2010 dec către cardinalul Emmanuel III Delly.

## Galerie foto

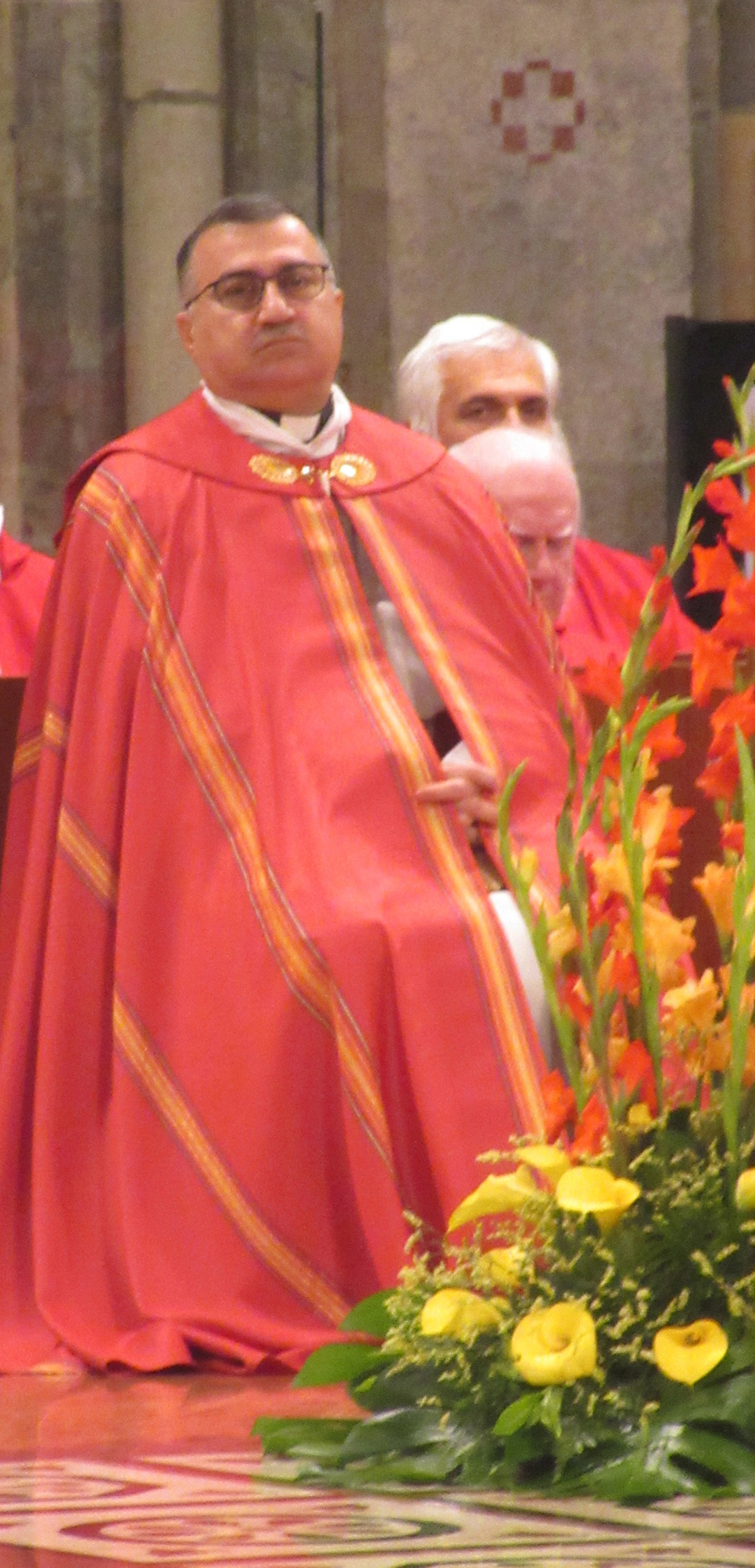
Monseniorul Warda în timpul privegherii de toată noaptea, la Rusalii, în Catedrala din Lodi, 14 mai 2016.
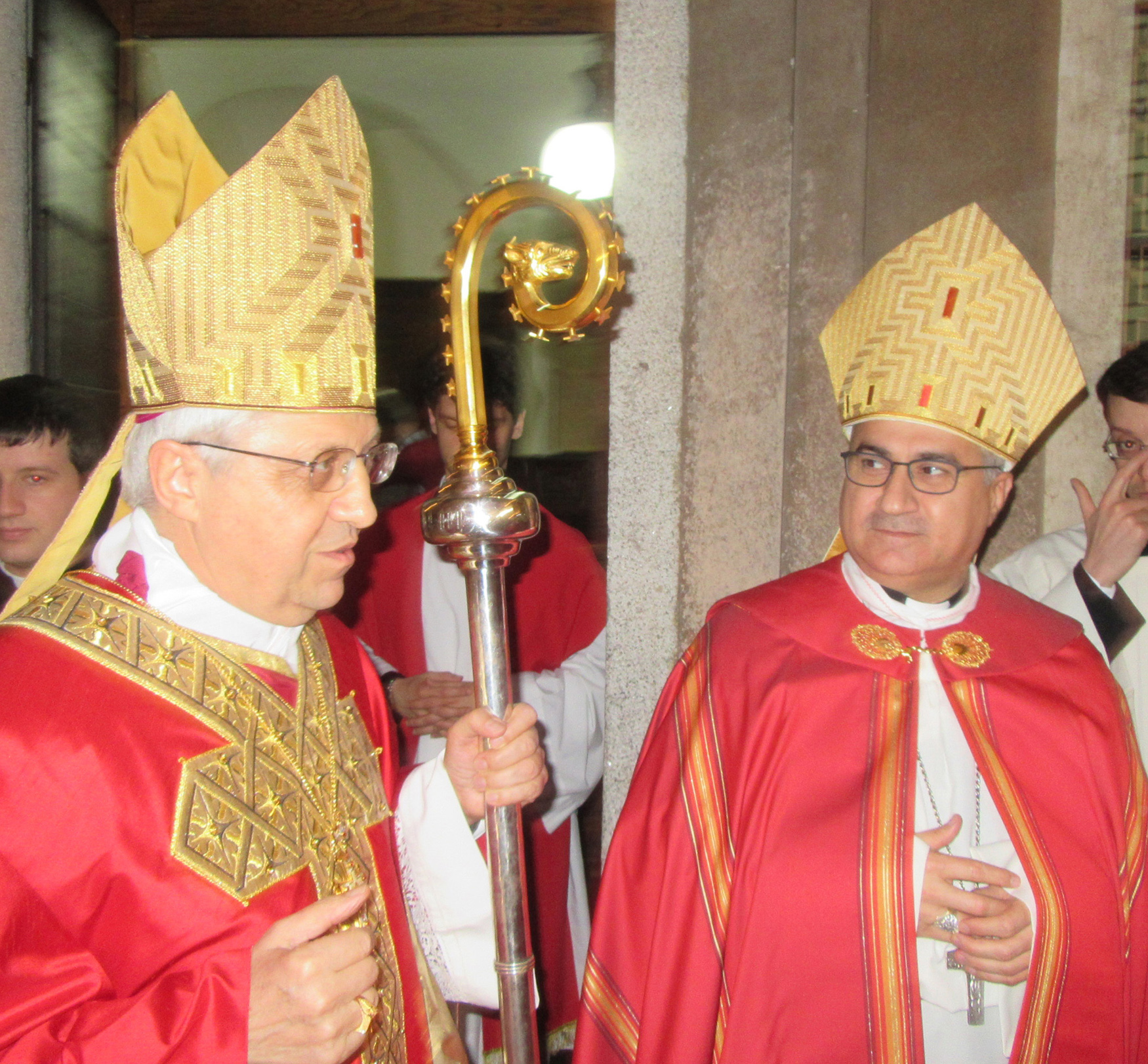
Monseniorul Warda (dreapta) și monseniorul Maurizio Malvestiti în timpul privegherii de toată noaptea, la Rusalii, în Catedrala din Lodi, 14 mai 2016.